# José Luis Leyva Montiel
José Luis Leyva Montiel (Teoloyucan, Estado de México) es un ingeniero electrónico, académico e investigador mexicano. Se ha especializado en el diseño de sistemas de cómputo y de telecomunicaciones de alta velocidad.

## Estudios
Cursó su licenciatura en Ingeniería de Comunicaciones y Electrónica en la Escuela Superior de Ingeniería Mecánica y Eléctrica (ESIME) del Instituto Politécnico Nacional (IPN), tras obtener el título en 1980, realizó estudios de especialización en control automático en Francia en la École Nationale Supérieure d'Ingénieurs Électriciens del Institut Polytechnique de Grenoble en 1982 y en la École centrale de Nantes en 1983, en esta misma escuela obtuvo un doctorado en control automático en 1986.

## Investigador y académico
Inició su trayectoria profesional desarrollando para Pemex un sistema automatizado para el diagnóstico de fallas del sistema de radares para la navegación marítima en la Sonda de Campeche. Ha sido director del Centro de Tecnología de Semiconductores (CTS) del Centro de Investigación y de Estudios Avanzados del Instituto Politécnico Nacional Unidad Guadalajara (Cinvestav) desde 1995. Bajo su dirección, el centro ha realizado tareas de investigación y transferencia de tecnología con empresas como IBM, Hewlett Packard, AT&T, Intel, Continental, Level One, Siemens y Atmel entre otras. Varios de sus diseños han recibido reconocimientos internacionales. Es investigador nivel II del Sistema Nacional de Investigadores (SIN). 
Entre algunos de sus últimos proyectos se encuentra un electrocardiógrafo inteligente, dispositivo capaz de mantener bajo vigilancia médica en tiempo real y a distancia a personas con afecciones cardíacas.

## Premios y distinciones
- Premio en Ciencia y Tecnología por el Gobierno del Estado de Jalisco en 2008.
- Premio Vinculación Universidad-Empresa en 2009.
- Premio Nacional de Ciencias y Artes en el área de Tecnología y Diseño por la Secretaría de Educación Pública en 2009.[4]